# De fattigste af de fattige - Udvikling blandt Indiens stammefolk
De fattigste af de fattige - Udvikling blandt Indiens stammefolk er en dansk dokumentarfilm fra 1981, der er instrueret af Kristian Paludan.

## Handling
Filmen handler om hjælpearbejdet i den indiske delstat Vestbengalen. Den koncentrerer sig om egnsudviklingsarbejde. Her bruges et bjergområde, Ajodhya Hills - beboet af stammefolk, santalerne - som eksempel på, hvordan hjælpen når ud til de fattigste af de fattige.